# Altopiano del Principe Andrea
L'altopiano del Principe Andrea è un altopiano completamente ricoperto dai ghiacci situato nella parte sud-occidentale della Dipendenza di Ross, in Antartide. In particolare, l'altopiano si trova nella parte meridionale dei monti della Regina Elisabetta, nell'entroterra della costa di Shackleton, e si estende per circa 70 km da nord a sud. Dai versanti dell'altopiano del Principe Andrea partono diversi ghiacciai, alcuni dei quali, come l'Helm e il Linehan, si dirigono verso nord, e la maggior parte dei quali si dirige verso est andando ad alimentare il vicino nevaio Bowden.

## Storia
L'altopiano del Principe Andrea è stato così battezzato dai membri della squadra settentrionale della spedizione neozelandese di esplorazione antartica svolta nel periodo 1961-62 in onore del principe Andrea, duca di York, terzo figlio della regina Elisabetta II e di Filippo di Edimburgo.